# عبد الله منجي
عبد الله منجي (6 فيفري 1964 الجزائر - ) هو مسؤول سامي جزائري. عين وزيرا للنقل في حكومة بن عبد الرحمان 
 ابتداءا من 24 مارس 2022.

## النشاة والتعليم
ولد في 6 فيفري 1964 الجزائر. نال شهادة البكالوريا عام 1983. خريج المدرسة الوطنية للإدارة سنة 1987 تخصص إدارة عامة. متزوج وأب لأربعة أولاد.

## الوظائف
تقلد عدة مناصب منها:
- 24 مارس 2022 - : وزير النقل.